# Waltraud

Waltraud est un prénom féminin d'origine germanique, très répandu à l'époque mérovingienne. À l'époque romantique, le prénom est redevenu un prénom à la mode.

## Variantes
Waltrude, Waltraut, Valtrude, Valtraut, Waltraute, Waudru

## Personnalités
- Waltrude : une des Walkyrie dans l'épopée des Nibelungen.
- Waudru de Mons (VIIe siècle), patronne de la ville de Mons (Belgique)
- Waltraud Funk (1960-), sculptrice et photographe allemande.
- Pour l'ensemble des articles sur les personnes portant ce prénom, consulter :
  - la liste des articles dont le titre commence par ce prénom
  - les listes produites par Wikidata : Liste des personnes de prénom « Waltraud » — même liste en incluant les éventuels prénoms composés qui contiennent « Waltraud ».